# Rio Bobeşu
O Rio Bobeşu é um rio da Romênia afluente do Rio Foltea, localizado no distrito de Sibiu.